# Беженцы Южного Судана
Беженцы Южного Судана — лица родом из африканской страны Южный Судан, которые ищут убежища за пределами своей родной страны. Самое молодое независимое государство мира имеет недолгую и неспокойную историю длительных конфликтов и изменения климата, а именно запустынивания. Это привело не только к насилию и голоду, но и к вынужденной миграции большого количества населения, как внутри страны, так и за её пределами.

## Внутренне перемещенные лица в Южном Судане
По крайней мере 1,6 миллиона человек в Южном Судане стали внутренне перемещенными лицами в результате гражданской войны в Южном Судане, которая началась в 2013 году.

## Принимающие страны
По состоянию на июнь 2016 года около 725 тысяч южносуданских жителей стали беженцами в соседние страны.

### Эфиопия
Около 272 тысяч беженцев из Южного Судана проживали в регионе Гамбела в Эфиопии, по состоянию на апрель 2016 года. Большинство из них живут в этих лагерях беженцев::
- лагерь Пугнидо: ~ 62,800
- лагерь Тиркиди: ~ 54,750
- лагерь Куле: ~ 49,410
- лагерь Джеви: ~ 42,570
- лагерь Литчуор: ~ 4 480

Ученики старших классов Голубого Нила в городах Бамбаси, Танго, Шерколе и лагере для беженцев Ашура сообщают о трудностях при сдаче национальных экзаменов в Эфиопии. В 2014 году примерно 5500 беженцев из Южного Судана проживали в Тирголи, Эфиопии.

### Уганда
На конец марта 2016 года в Уганде было около 100 000 южно-суданских беженцев. По состоянию на январь 2016 года большинство из них находились в Аджумани, Аруа, Кирьяндонго и Кампале. В 2014 году Уганда открыла четыре пункта приема для южносуданских беженцев. Они располагались в Кери в регионе Кобоко, Рино в Аруа, Дзайпи в Аджумани на границе Уганда-Южный Судан под Нимуле, а также в аэропорту Энтеббе.
Дзайпийское поселение стало быстро перенаселенным, поскольку оно насчитывало 25 000 человек, в то время как было предназначено лишь для содержания 3000 человек. В феврале 2016 года Детский фонд ООН сообщил, что «Транзитные центры находятся на грани перенаселення. Транзитный центр Ньюманзи может вместить 3000 человек, но может быть расширен до 5000 человек в худшем случае, тогда как населенный пункт Мааджи (в Аджумани) может принять ещё 10 000 беженцев.» Беженцы в лагере поселения Кирьяндонго практикуют сельское хозяйство.

### Кения
В Кении 44 000 беженцев из Южного Судана прибыли в период 2013—2015 годов. В результате, лагерь беженцев в Какуми увеличился почти наполовину

## Прием беженцев извне
В 2016 году в Южном Судане зарегистрировано 272 261 беженец: 251 216 из Судана, 14 767 из Демократической Республики Конго, 4 400 из Эфиопии и 1 878 из Центральноафриканской Республики